# Eliane Martins
 (juin 2017).
Si vous disposez d'ouvrages ou d'articles de référence ou si vous connaissez des sites web de qualité traitant du thème abordé ici, merci de compléter l'article en donnant les références utiles à sa vérifiabilité et en les liant à la section « Notes et références ».
Eliane Martins (née le 26 mai 1986) est une athlète brésilienne, spécialiste du saut en longueur.

## Carrière
Elle porte son record à 6,72 m +0.9 à São Bernardo do Campo (Arena Caixa) le 19 juin 2016. Elle atteint la finale des Championnats du monde 2017 et termine 11e avec 6,52 m.
Début juin 2018, elle remporte la médaille d'argent des Jeux sud-américains de Cochabamba avec 6,66 m. Elle confirme cette performance le 16 juin, à Marseille, où elle se classe 4e du concours avec 6,67 m, derrière la championne olympique du triple saut Caterine Ibargüen (6,87 m), la championne du monde en salle 2014 Éloyse Lesueur-Aymonin (6,80 m) et la vice-championne du monde 2015 Shara Proctor (6,73 m).
Le 5 avril 2019, à San Diego, elle porte son record personnel à 6,74 m et réalise les minima pour les championnats du monde de Doha.

## Palmarès
| Date | Compétition                    | Lieu       | Résultat | Marque |
| ---- | ------------------------------ | ---------- | -------- | ------ |
| 2016 | Championnats du monde en salle | Portland   | finale   | NM     |
| 2017 | Championnats du monde          | Londres    | 11e      | 6,52 m |
| 2018 | Jeux sud-américains            | Cochabamba | 2e       | 6,66 m |
| 2019 | Championnats d'Amérique du Sud | Lima       | 1re      | 6,71 m |
| 2019 | Jeux panaméricains             | Lima       | 10e      | 6,19 m |
| 2019 | Jeux mondiaux militaires       | Wuhan      | 3e       | 6,39 m |
| 2021 | Championnats d'Amérique du Sud | Guayaquil  | 2e       | 6,57 m |
| 2022 | Championnats du monde en salle | Belgrade   | finale   | NM     |
| 2023 | Championnats d'Amérique du Sud | São Paulo  | 1re      | 6,62 m |
| 2023 | Jeux panaméricains             | Santiago   | 2e       | 6,49 m |
| 2024 | Championnats ibéro-américains  | Cuiabá     | 3e       | 6,47 m |

## Records
| Épreuve          | Épreuve   | Marque | Lieu        | Date           |
| ---------------- | --------- | ------ | ----------- | -------------- |
| Saut en longueur | Plein air | 6,75 m | Guadalajara | 12 juin 2024   |
| Saut en longueur | En salle  | 6,49 m | Moscou      | 3 février 2013 |